# Neubad (Basel)
Das Neubad ist ein Stadtteil von Basel. Es handelt sich um eine inoffizielle, aber allgemein genutzte Quartierbezeichnung und besitzt insofern keine offiziellen Grenzen. Nach allgemeiner Übereinkunft entspricht das Neubad Teilen der beiden offiziellen Quartieren Bachletten und Gotthelf und liegt um den Neuweilerplatz zwischen der Französischen Bahn, der Wanderstrasse und den Grenzen zu den Baselbieter Gemeinden Allschwil und Binningen. Der Stadtteil ist durch einen hohen Anteil an Reiheneinfamilienhäusern geprägt und hatte schon in den 1920er Jahren einen Nebenzentrumscharakter.
Namensgebend ist das historische Hotel Neubad, das eigentlich bereits in Binningen, also jenseits der Stadtgrenze, steht. Es hatte bereits im 17. Jahrhundert eine wichtige lokale Bedeutung als Bad und als stadtnahes Ausflugsziel, obschon das Bad kein Heilwasser bot.